# Somewhere in Time
A Somewhere in Time a brit Iron Maiden hatodik nagylemeze, mely 1986. szeptember 29-én jelent meg. Európában az EMI, az Egyesült Államokban pedig a Capitol jelentette meg (Itt 2002-ben újra megjelent a Sanctuary/Columbia Records gondozásában). Az albumon újításként a kornak megfelelő gitárszintetizátorokat is használtak, ennek ellenére ez lett az addigi legkeményebb és leggyorsabb albumuk. Bruce Dickinson énekes ekkoriban alkotói válságban volt, így ötleteit nem használták fel, mondván nem hozták az elvárható szintet. Így a dalok nagy részét Steve Harris mellett főként Adrian Smith szerezte. A kislemezként is kiadott dalokat - Stranger in a Strange Land és Wasted Years - egymaga írta.
A koncertek alkalmával a Wasted Years és a Heaven Can Wait dalokat szokták a legtöbbször előadni. Ez utóbbi előadásánál a rajongókat is fel szokták hívni a színpadra, hogy velük adják elő a dal középső részét.
A gitárszintetizátorok használata kikövezte az utat a következő, Seventh Son of a Seventh Son című albumhoz, melyen szintén előbukkan pár helyen a hangszer.
Ez volt az első olyan stúdióalbumuk, melyre egynél több évet kellett várni a megelőző album óta. Ennek az oka a minden korábbinál hosszabb stúdiózás volt, valamint a Powerslave lemez hosszú, monumentális turnéja. Ezt az albumot is nagyban megihlették a filmek, könyvek valamint a történelmi események. Az Alexander the Great dal Nagy Sándorról szól.
A lemez a UK Albums Chart listáján a 3. míg a Billboard 200-on a 11. helyen nyitott.
A 2008-as Maiden Heaven: A Tribute to Iron Maiden feldolgozásalbumon a Wasted Years dalt a Devildriver, míg a Caught Somewhere in Time-ot a Madina Lake dolgozta fel.

## Számlista
|    | Cím                                        | Szerző(k)           | Hossz |
| -- | ------------------------------------------ | ------------------- | ----- |
| 1. | Caught Somewhere in Time                   | Steve Harris        | 7:26  |
| 2. | Wasted Years                               | Adrian Smith        | 5:08  |
| 3. | Sea of Madness                             | Smith               | 5:42  |
| 4. | Heaven Can Wait                            | Harris              | 7:21  |
| 5. | The Loneliness of the Long Distance Runner | Harris              | 6:31  |
| 6. | Stranger in a Strange Land                 | Smith               | 5:44  |
| 7. | Déjà Vu                                    | Dave Murray, Harris | 4:56  |
| 8. | Alexander the Great                        | Harris              | 8:36  |

| 1. | Reach Out                                                                              | Dave Colwell                              | 3:31 |
| 2. | Juanita (Eredetileg: Marshall Fury)                                                    | Steve Barnacle, Derek O'Neil              | 3:47 |
| 3. | Sheriff of Huddersfield (Egy régi Urchin dal alapján melynek címe: "Life in the City") | Iron Maiden                               | 3:35 |
| 4. | That Girl                                                                              | Merv Goldsworthy, Pete Jupp, Andy Barnett | 5:07 |

| 1. | Wasted Years               | Adrian Smith | 5:08 |
| 2. | Stranger in a Strange Land | Adrian Smith | 5:44 |

## Közreműködők
- Bruce Dickinson – ének
- Dave Murray – gitár, gitárszintetizátor
- Adrian Smith – gitár, gitárszintetizátor, vokál, valamint ének a "Reach Out" dalban.
- Steve Harris – basszusgitár, vokál, basszusszintetizátor
- Nicko McBrain – dob
- Martin Birch – producer, hangmérnök, keverés
- Albert Boekholt – mérnök asszisztens
- Ronald Prent – mérnök asszisztens

## Helyezések

### Album
| Év   | Lista                  | Pozíció |
| ---- | ---------------------- | ------- |
| 1986 | UK Albums Chart        | 3       |
| 1986 | U.S. Billboard Hot 200 | 11      |

### Kislemezek
| Év   | Kislemez                     | Lista            | Pozíció | Album                 |
| ---- | ---------------------------- | ---------------- | ------- | --------------------- |
| 1986 | "Wasted Years"               | UK Singles Chart | 18      | "Somewhere in Time"   |
| 1986 | "Stranger in a Strange Land" | UK Singles Chart | 22      | "Somewhere in Time"   |
| 1990 | "Wasted Years"               | UK Singles Chart | 9       | "The First Ten Years" |